# Новотиришкінська сільська рада (Смоленський район)
Новотири́шкінська сільська рада (рос. Новотырышкинский сельский совет) — сільське поселення у складі Смоленського району Алтайського краю Росії.
Адміністративний центр — село Новотиришкіно.

## Населення
Населення — 1742 особи (2019; 1852 в 2010, 1858 у 2002).

## Склад
До складу сільської ради входять:
| Населений пункт     | Населення, осіб (2002) | Населення, осіб (2010) |
| ------------------- | ---------------------- | ---------------------- |
| Новотиришкіно, село | 1761                   | 1780                   |
| Южний, селище       | 97                     | 72                     |